# Musculus coccygeus
Der Musculus coccygeus (lat. für „Steißbeinmuskel“) ist ein quergestreifter Muskel (Skelettmuskel) von dreieckiger, flacher Form. Er liegt hinter dem Musculus levator ani, nimmt seinen Ursprung von der Spina ischiadica des Sitzbeins und setzt am Os coccygis (Steißbein) an. Seine Muskelfasern sind normalerweise mit dem Ligamentum sacrospinale verwachsen. Der Muskel ist nicht bei allen Individuen vorhanden. Innerviert wird der Steißbeinmuskel durch den Nervus coccygeus.

## Funktion
Der Musculus coccygeus verstärkt die Wirkung des Musculus levator ani im Diaphragma pelvis und fixiert das Steißbein. Außerdem verschließt er nach dorsal hin das Becken zusammen mit dem Musculus piriformis.